# Супутник (Речиця)
Футбольний клуб «Супутник» (Речиця) або просто «Супутник» (біл. ФК Спутнік Рэчыца) — професіональний білоруський футбольний клуб з міста Речиця.

## Хронологія назв
- 1952—1961: «Дніпровець»
- 1962—1976: «Дніпро»
- 1977—1979: «Нафтовик»
- 1980—1991: «Супутник»
- 1992—1996: «Ведрич»
- 1997—2013: «Ведрич-97»
- 2014—2015: «Речиця-2014»
- 2016: збірна Речицького району
- з 2017: «Супутник»

## Історія
Футбольний клуб «Речиця» було засновано в 1952 році під назвою «Дніпровець» (біл. «Дняпровец»), який розпочав свої виступи в чемпіонаті БРСР. У 1991 році клуб став останнім переможцем Другої ліги чемпіонату БРСР (другий дивізіон) і отримав підвищення в класі. У 1992—2013 роках команда виступала під назвою «Ведрич» (згодом «Ведрич-97»).
У 1992—1996 роках клуб виступав у Першій лізі чемпіонату Білорусі, а потім опустився до нижчих дивізіонів. У 2000—2001 роках повернувся в еліту, але в 2002 році опустився в Першу лігу чемпіонату Білорусі.
За підсумками сезону 2004 року здобув право виступати у Вищій лізі, але відмовився від цього права й продовжив виступи в другому дивізіоні білоруського чемпіонату.

### 2013
Сезон 2013 року розпочався для команди невдало. «Ведрич-97» в перших п'яти турах не зміг забити жодного м'яча й опинився «на дні» турнірної таблиці. Влітку був звільнений головний тренер Леонід Савицький. Під керівництвом Михайла Єремчук, а потім й Олександра Бразевіча, який в черговий раз повернувся до клубу, команда почала набирати очки. Цьому сприяло й поліпшення фінансової ситуації в клубі, завдяки чому команду поповнили декілька гравців з Вищої ліги. «Ведрич-97» піднявся до середини турнірної таблиці, але невдалий фініш чемпіонату відкинув команду на підсумкове 11-те місце.

### 2014
У лютому 2014 року клуб, який тривалий період часу був відомий як «Ведрич-97», змінив форму власності та назву, на «Речиця-2014». У березня 2014 року була затверджений нова емблема клубу із зображенням «Погоні».
Сезон команда розпочала вдало й одразу опинилася серед лідерів чемпіонату. Проте ряд невдач на початку другого кола, відкинули річичан у середину таблиці, і вони виключилися з боротьби за призові місця. Тим не менше вдалий фініш чемпіонату дозволив команді посісти 5-те підсумкове місце, яке стало найкращим результатом за останні 10 років.

### 2015
У сезоні 2015 року «Речиця-2014» зіткнулася з серйозними фінансовими проблемами. Команду залишили гравці основного складу, а незадовго до посатку чемпіонату пішов і головний тренер Олександр Бразевич. Команду, яку очолив Михайло Єремчук, склали в основному річани, багато з яких грали за клуб як аматори. В результаті «Речиця-2014» дуже швидко опинилася на останньому місці в турнірній таблиці, на якому провела весь чемпіонат, а по завершенні сезону вилетіла в Другу лігу.

### 2016
14 січня 2016 року у соціальних мережах з'явилася інформація про початок процесу ліквідації клубу, яку 5 лютого підтвердив директор «Речиці-2014» Юрій Здрок. В результаті професійний клуб припинив існування. У другій половині 2016 року команда Речицького району (фактично правонаступник «Речиці-2014») брала участь в чемпіонаті Гомельської області.

### 2017
У квітні 2017 року в Речиці була заснована нова команда - «Супутник» - яка заявилася у Другу лігу чемпіонату Білорусі. Основу команди склали гравці гомельського клубу ДЮСШ-ДСК, який в 2016 році виступав у другій лізі, а головним тренером «Супутника» став наставник ДЮСШ-ДСК Костянтин Чехов.

### 2020
В сезоні 2020 року забезпечив собі вихід у Вищу лігу.

### 2021
В червні  2021 року продовжились фінансові проблеми клубу і його почали покидати гравці. 14 липня "Супутник" офіційно повідомив АБФФ про зняття з чемпіонату і 28 липня був офіційно виключений зі складу учасників Вищої ліги.

## Досягнення
- Кубок Білорусі
  -  Фіналіст (1): 1992/93
- Білоруська футбольна вища ліга
  - 8-ме місце (1): 1992

## Статистика виступів
| Сезон   | Ліга       | М  | Іг | В  | Н  | П  | Голи  | Очки | Кубок       | Примітки                               |
| ------- | ---------- | -- | -- | -- | -- | -- | ----- | ---- | ----------- | -------------------------------------- |
| 1992    | Перша (Д1) | 8  | 15 | 6  | 3  | 6  | 17–19 | 15   | 1/16 фіналу |                                        |
| 1992–93 | Перша (Д1) | 15 | 32 | 7  | 7  | 18 | 30–61 | 21   | Фіналіст    |                                        |
| 1993–94 | Перша (Д1) | 12 | 30 | 7  | 7  | 16 | 20–41 | 21   | 1/8 фіналу  |                                        |
| 1994–95 | Перша (Д1) | 9  | 30 | 10 | 8  | 12 | 24–33 | 28   | 1/4 фіналу  |                                        |
| 1995    | Перша (Д1) | 14 | 15 | 4  | 3  | 8  | 22–20 | 15   | 1/16 фіналу |                                        |
| 1996    | Перша (Д1) | 16 | 30 | 4  | 3  | 23 | 14–57 | 15   | 1/8 фіналу  | Виліт у Другу лігу                     |
| 1997    | Друга (Д2) | 6  | 30 | 13 | 7  | 10 | 44–34 | 46   | 1/16 фіналу |                                        |
| 1998    | Перша (Д2) | 6  | 30 | 13 | 6  | 11 | 42–37 | 45   | 1/16 фіналу | Зміна назви ліг                        |
| 1999    | Перша (Д2) | 2  | 30 | 16 | 10 | 4  | 56–30 | 58   | 1/16 фіналу | Вихід у Вищу лігу                      |
| 2000    | Вища (Д1)  | 12 | 30 | 6  | 11 | 13 | 23–36 | 29   | 1/2 фіналу  |                                        |
| 2001    | Вища (Д1)  | 14 | 26 | 2  | 2  | 22 | 17–60 | 8    | 1/8 фіналу  | Виліт у Першу лігу                     |
| 2002    | Перша (Д2) | 4  | 30 | 19 | 4  | 7  | 55–25 | 61   | 1/16 фіналу |                                        |
| 2003    | Перша (Д2) | 4  | 30 | 16 | 5  | 9  | 52–29 | 53   | 1/16 фіналу |                                        |
| 2004    | Перша (Д2) | 2  | 30 | 18 | 8  | 4  | 46–21 | 62   | 1/16 фіналу | Вихід у Вищу лігу                      |
| 2005    | Перша (Д2) | 8  | 30 | 11 | 6  | 13 | 37–41 | 39   | 1/16 фіналу | Відмова та виліт у Першу лігу          |
| 2006    | Перша (Д2) | 7  | 26 | 10 | 6  | 10 | 31–32 | 36   | 1/8 фіналу  |                                        |
| 2007    | Перша (Д2) | 10 | 26 | 9  | 6  | 11 | 29–26 | 33   | 1/16 фіналу |                                        |
| 2008    | Перша (Д2) | 6  | 26 | 12 | 3  | 11 | 39–34 | 39   | 1/16 фіналу |                                        |
| 2009    | Перша (Д2) | 8  | 26 | 10 | 5  | 11 | 40–47 | 35   | 1/16 фіналу |                                        |
| 2010    | Перша (Д2) | 14 | 30 | 8  | 6  | 16 | 29–46 | 30   | 1/16 фіналу |                                        |
| 2011    | Перша (Д2) | 6  | 30 | 13 | 7  | 10 | 40–34 | 46   | 1/8 фіналу  |                                        |
| 2012    | Перша (Д2) | 7  | 28 | 9  | 12 | 7  | 40–24 | 39   | 1/16 фіналу |                                        |
| 2013    | Перша (Д2) | 11 | 30 | 9  | 12 | 9  | 47–36 | 39   | 1/16 фіналу |                                        |
| 2014    | Перша (Д2) | 5  | 30 | 13 | 7  | 10 | 41–36 | 46   | 1/16 фіналу |                                        |
| 2015    | Перша (Д2) | 16 | 30 | 2  | 5  | 23 | 14–66 | 11   | 1/16 фіналу | Виліт у Другу лігу, припинив існування |
|         |            |    |    |    |    |    |       |      |             |                                        |
| 2017    | Друга (Д3) |    |    |    |    |    |       |      | 1/32 фіналу |                                        |

## Логотипи клубу

Історія логотипу «Супутника»
Емблема «Ведрича-97» (до 2013)
Емблема «Речиці-2014» (2014—2015)
Емблема «Супутника» з 2017 року

## Відомі гравці
- Олег Аврамов
- Василь Баранов
- Сергій Гомонов
- Борис Горовой
- Сергій Зайнулін
- Мирослав Ромащенко
- Павло Сітко

## Відомі тренери
| - Анатолій Юревич (до 2 вересня 1992) - Анатолій Чанцев (в.о., 23 вересня 1992 — січень 1993) - Геннадій Абрамович (січень — червень 1993) - Анатолій Чанцев (в.о., червень — липень 1993) - Володимир Хохлов (липень 1993 — 1994) - Володимир Остратенко (1995 — 1996) - Анатолій Чанцев (в.о., 1996) - Микола Гурченков (1996) - Олександр Шигидзін (1997 — 1998) - Микола Горюнов (1999 — 9 липня 2001) - Валерій Хмикін (28 липня 2001 — 2003) - Віталій Павлов (2004 — 2005) |  | - Олександр Пражников (січень 2006 — 2007) - Юрій Онуфрієв (в.о., 2007) - Ігор Фролов (3 січня 2008 — 12 липня 2010) - Сергій Гомонов (18 липня — 19 вересня 2010) - Олександр Бразевич (28 вересня 2010 — 2011) - Леонід Савицький (10 січня — 31 липня 2012) - Олександр Бразевич (1 серпня 2012 — березень 2013) - Леонід Савицький (березень — червень 2013) - Михайло Єремчук (в.о. у червні—липні 2013) - Олександр Бразевич (липень 2013 — березень 2015) - Михайло Єремчук (березень 2015 — січень 2016) - Костянтин Чехов (з квітня 2017) |